# Кипријан Сторожевски
Кипријан Сторожевски (Стороженски) - руски православни светитељ, преподобни, живео је у 16. веку.
Дани сећања: 26. август, 2. новембар (јулијански календар).
Према житију, бивши разбојник, ученик Андријана Андрусовског. Основао је Николско-Стороженски манастир на Ладошком језеру (сада Сторозхно, Волховски округ).
Датум смрти није познат. Мошти се чувају скривене у манастиру који је основао.
12. јуна 2010. године у Надкопању је подигнут споменик Кипријану Стороженском код цркве испред храма Рођења Христовог.